# Централноевропски међународни куп
Централноевропски међународни куп (енгл. Central European International Cup или енгл. European International Cup of Nations) је било међународно фудбалско такмичење које су одржавале одређене репрезентације из Централне Европе и Јужне Европе између 1927. и 1960. године. Одржана су такмичења за професионалне и за аматерске екипе. Земље учеснице биле су: Италија, Аустрија, Чехословачка, Мађарска, Швајцарска, Пољска, Румунија и (у финалном такмичењу) Југославија. Пољска и Румунија су се такмичиле само у аматерској конкуренцији.
Турнир је одржаван по лига систему, по једна утакмица код куће и у гостима. Овај међународни куп је одржан шест пута за професионалне екипе и два пута за аматерске репрезентације, сваки појединачни турнир обично је трајао више од две године. Последња два турнира су трајала пет година. Куп је прекинут је 1960. године, када се формирало и почело одржавати Европско првенство у фудбалу. Победници средњоевропског купа били су аустријски Вундертим из раних 1930-их које је као селектор предводио Хуго Мајзл, репрезентација Италије која је такође освојила два Светска првенства 1930-их, Златни тим Мађарске и тим Чехословачке који је касније завршио као другопласирани на Светском купу 1962. године.

## Трофеј
Трофеј раних такмичења назван је „Швехла куп“ по Антонину Швехли, премијеру Чехословачке, који га је донирао. После Другог светског рата нови трофеј је био познат као 'Др. Геро куп' у част Јозефа Героа, директора Фудбалског савеза Аустрије и бившег фудбалског судије.

## Историја такмичења
Такмичење је замислио Хуго Мајзл, аустријски фудбалски пионир, којег многи сматрају једним од оснивача европског фудбала. Мајзл је био и иницијатор Митропа купа, нокаут такмичења за клупске тимове из истих земаља, које је такође започето 1927. године. Он је водио Аустрију током ере Вундертеама у 1930-им и одвео их до тријумфа у такмичењу 1931-32.
Први турнир, одигран између 1927. и 1930. године, освојио је италијански тим под вођством Ђузепеа Меаце. Меаца и Италија су такође тријумфовали на такмичењу 1933-35. Тим је тада водио Виторио Поцо, а Италија је освојила истовремено и два светска првенства, 1934. и 1938. године. Четврти турнир, који је почео 1936. године, напуштен је због Аншлус кризе и Другог светског рата, док је пети турнир одржан 1948. године. Тај турнир је означио појаву Златног тима Мађарске под вођством Густава Шебеша, у којем су играли Ференц Пушкаш, Золтан Цибор, Шандор Кочиш, Нандор Хидегкути и Јожеф Божик. Они су освојили трофеј након победе од 3:0 над Италијом у Риму 1953. године.

## Најуспешније репрезентације
| Држава       | Победник                  | Другопласирани       | Трећепласирани       |
| ------------ | ------------------------- | -------------------- | -------------------- |
| Италија      | 2 пута (1927–30, 1933–35) | 1 (1931–32)          | —                    |
| Аустрија     | 1 пут (1931–32)           | 2 (1927–30, 1933–35) | 2 (1948–53, 1955–60) |
| Чехословачка | 1 пут (1955–60)           | 2 (1927–30, 1948–53) | —                    |
| Мађарска     | 1 пут (1948–53)           | 1 (1955–1960)        | 2 (1931–32, 1933–35) |

## Коначни пласмани
| Година    | Класификација                    | Класификација                    | Класификација                    | Класификација                    | Класификација                    | Класификација                    |
| Година    | Победник                         | Бодова                           | Друго место                      | Бодова                           | Треће место                      | Бодова                           |
| --------- | -------------------------------- | -------------------------------- | -------------------------------- | -------------------------------- | -------------------------------- | -------------------------------- |
| 1927–1930 | Италија                          | 11                               | Чехословачка и Аустрија          | Чехословачка и Аустрија          | Чехословачка и Аустрија          | 10                               |
| 1931–1932 | Аустрија                         | 11                               | Италија                          | 9                                | Мађарска                         | 8                                |
| 1933–1935 | Италија                          | 11                               | Аустрија                         | 9                                | Мађарска                         | 9                                |
| 1936–1938 | Турнир није завршен због Аншлуса | Турнир није завршен због Аншлуса | Турнир није завршен због Аншлуса | Турнир није завршен због Аншлуса | Турнир није завршен због Аншлуса | Турнир није завршен због Аншлуса |
| 1948–1953 | Мађарска                         | 11                               | Чехословачка                     | 9                                | Аустрија                         | 9                                |
| 1955–1960 | Чехословачка                     | 16                               | Мађарска                         | 15                               | Аустрија                         | 11                               |

| Година  | Класификација (Аматерске репрезентације) | Класификација (Аматерске репрезентације) | Класификација (Аматерске репрезентације) | Класификација (Аматерске репрезентације) | Класификација (Аматерске репрезентације) | Класификација (Аматерске репрезентације) |
| Година  | Победник                                 | Бодова                                   | Друго место                              | Бодова                                   | Треће место                              | Бодова                                   |
| ------- | ---------------------------------------- | ---------------------------------------- | ---------------------------------------- | ---------------------------------------- | ---------------------------------------- | ---------------------------------------- |
| 1929/30 | Пољска (П)                               | 7                                        | Мађарска (A)                             | 6                                        | Аустрија (A)                             | 6                                        |
| 1931/34 | Румунија (П)                             | 9                                        | Мађарска (A)                             | 6                                        | Чехословачка (М)                         | 5                                        |

- Крајњи победници ових два турнира, Пољска и Румунија, послали су своје професионалне играче на такмичење.

## Резиме репрезентација (1927-1930/1955-1960)
| Ранг | Реп          | Уче | Ута | Поб | Нер | Изг | ГД  | ГП  | ГР  | Бодова |
| ---- | ------------ | --- | --- | --- | --- | --- | --- | --- | --- | ------ |
| 1    | Мађарска     | 6   | 49  | 25  | 12  | 12  | 139 | 112 | +27 | 87     |
| 2    | Чехословачка | 6   | 48  | 22  | 13  | 13  | 104 | 86  | +18 | 79     |
| 3    | Аустрија     | 6   | 48  | 22  | 11  | 15  | 102 | 88  | +14 | 77     |
| 4    | Италија      | 6   | 46  | 21  | 11  | 14  | 84  | 77  | +7  | 74     |
| 5    | Швајцарска   | 6   | 50  | 4   | 8   | 38  | 78  | 169 | -91 | 20     |
| 6    | Југославија  | 1   | 10  | 3   | 3   | 4   | 21  | 13  | +8  | 12     |

## Резиме аматерских репрезентација (1929-1930/1931-1934)
| Ранг | Реп          | Уче | Ута | Поб | Нер | Изг | ГД | ГП | ГР  | Бодова |
| ---- | ------------ | --- | --- | --- | --- | --- | -- | -- | --- | ------ |
| 1    | Мађарска     | 2   | 12  | 6   | 0   | 6   | 36 | 31 | +5  | 18     |
| 2    | Аустрија     | 2   | 12  | 5   | 0   | 7   | 25 | 36 | -11 | 15     |
| 3    | Чехословачка | 2   | 12  | 4   | 2   | 6   | 27 | 33 | -6  | 14     |
| 4    | Румунија     | 1   | 6   | 4   | 1   | 1   | 16 | 9  | +7  | 13     |
| 5    | Пољска       | 1   | 6   | 3   | 1   | 2   | 15 | 10 | +5  | 10     |

## Најбољи стрелци по турниру
| 1927–1930 | 6 голова  | Ференц Хирцер Хулио Либонати Ђино Росети | Мађарска · Италија · Италија | [ 2 ] |
| 1931–1932 | 8 голова  | Иштван Авар Андре Абеглен                | Мађарска · Швајцарска        | [ 3 ] |
| 1933–1935 | 7 голова  | Ђерђ Шароши Леополд Килхолц              | Мађарска · Швајцарска        | [ 4 ] |
| 1936–1938 | 10 голова | Ђерђ Шароши                              | Мађарска                     | [ 5 ] |
| 1948–1953 | 10 голова | Ференц Пушкаш                            | Мађарска                     | [ 6 ] |
| 1955–1960 | 7 голова  | Лајош Тихи                               | Мађарска                     | [ 7 ] |

## Најбољи стрелци Централноевропског купа
| Ранг | Име               | Тим          | Голова | Турнири                                                                 |
| ---- | ----------------- | ------------ | ------ | ----------------------------------------------------------------------- |
| 1    | Ђерђ Шароши       | Мађарска     | 17     | 1933–35 (7 голова), 1936–38 (10 голова)                                 |
| 2    | Ференц Пушкаш     | Мађарска     | 15     | 1948–53 (10 голова), 1955–60 (5 голова)                                 |
| 3    | Андре Абеглен     | Швајцарска   | 12     | 1927–30 (2 гола), 1931–32 (8 голова), 1933–35 (2 гола)                  |
| 4    | Франтишек Свобода | Чехословачка | 11     | 1927–30 (5 голова), 1931–32 (5 голова), 1936–38 (1 гол)                 |
| 5    | Иштван Авар       | Мађарска     | 10     | 1931–32 (8 голова), 1933–35 (2 гола)                                    |
| 5    | Геза Толди        | Мађарска     | 10     | 1927–30 (1 гол), 1931–32 (2 гола), 1933–35 (2 гола), 1936–38 (5 голова) |
| 7    | Ђузепе Меаца      | Италија      | 8      | 1927–30 (3 гола), 1931–32 (2 гола), 1933–35 (2 гола), 1936–38 (1 гол)   |
| 7    | Карл Цишек        | Аустрија     | 8      | 1931–32 (3 гола), 1933–35 (5 голова)                                    |
| 9    | Хулио Либонати    | Италија      | 7      | 1927–30 (6 голова), 1931–32 (1 гол)                                     |
| 9    | Макс Абеглен      | Швајцарска   | 7      | 1927–30 (5 голова), 1931–32 (2 гола)                                    |
| 9    | Јозеф Силни       | Чехословачка | 7      | 1927–30 (4 гола), 1931–32 (3 гола)                                      |
| 9    | Леополд Килхолц   | Швајцарска   | 7      | 1933–35 (7 голова)                                                      |
| 9    | Матијас Синделар  | Аустрија     | 7      | 1931–32 (4 гола), 1936–38 (3 гола)                                      |
| 9    | Силвио Пиола      | Италија      | 7      | 1933–35 (2 гола), 1936–38 (5 голова)                                    |
| 9    | Ференц Деак       | Мађарска     | 7      | 1948–53 (7 голова)                                                      |
| 9    | Лајош Тихи        | Мађарска     | 7      | 1955–60 (7 голова)                                                      |
| 17   | Ђино Росети       | Италија      | 6      | 1927–30 (6 голова)                                                      |
| 17   | Ференц Хирцер     | Мађарска     | 6      | 1927–30 (6 голова)                                                      |
| 17   | Антон Шал         | Аустрија     | 6      | 1927–30 (1 гол), 1931–32 (5 голова)                                     |
| 17   | Олдрих Неједли    | Чехословачка | 6      | 1931–32 (1 гол), 1933–35(4 гола), 1936–38 (1 голl)                      |
| 17   | Јозеф Бикан       | Аустрија     | 6      | 1933–35 (5 голова), 1936–38 (1 гол)                                     |
| 17   | Антонин Пуч       | Чехословачка | 6      | 1927–30 (3 гола), 1931–32 (1 гол), 1933–35 (1 гол), 1936-38 (1 гол)     |
| 17   | Шандор Кочиш      | Мађарска     | 6      | 1948–53 (2 гола), 1955–60 (4 гола)                                      |